# Stroppo
Stroppo är en ort och kommun i provinsen Cuneo i regionen Piemonte i Italien. Kommunen hade 103 invånare (2018).